# Shelly, Minnesota
Shelly là một thành phố thuộc quận Norman, tiểu bang Minnesota, Hoa Kỳ. Năm 2010, dân số của thành phố này là 191 người.

## Dân số
- Dân số năm 2000: 266 người.
- Dân số năm 2010: 191 người.